# Joc de acțiune-aventură
Un joc de acțiune-aventură este un gen de joc video care combină elemente din genul aventură cu elemente de acțiune. Fiind un gen hibrid, este cel mai cuprinzător și mai divers din jocuri, care include multe titluri care ar putea fi mai bine categorisite în subgenuri. Primul joc cunoscut ca aparținând acestui gen este Adventure (1979) pentru Atari 2600.
Jocurile de acțiune cuprind apecte precum explorarea și rezolvare unor puzzle-uri, fără sau cu puțină acțiune. Jocurile pure de acțiune cuprind interacțiuni în timp real care pun la încercare reflexele. Astfel, jocurile care pun la încercare reflexele și capacitatea jucătorului de a rezolva probleme, cu sau fără violență, intră în acest gen.
Cele mai cunoscute jocuri de acțiune-aventură sunt: Tomb Raider, seria Grand Theft Auto, Hitman (third person), Assassin's Creed (stealth), Metroid (platformer), Resident Evil (survival horror).